# RTBF
«Франкоязычное бельгийское радио и телевидение» (Radio Télévision Belge Francophone, РТБФ) — государственное учреждение Французского сообщества Бельгии (до 1971 года - Королевства Бельгия), осуществляющее теле- и радиовещание, до 1987 года обладавшее монoполией на него. До 1977 года называлось Бельгийское радио и телевидение. Было переименовано во Франкоговорящее бельгийское радио и телевидение (Radio Télévision Belge Francophone, RTBF). Основана в 1960 году путём разделения общественного учреждения «Национальный институт радиовещания» на общественное учреждение «Франкоязычное бельгийское радио и телевидение» и «Бельгийское радио и телевидение». 

## Телевещательная деятельность компании
Учреждение ведёт:
- с момента основания - вещание по 1-й телепрограмме Франкоязычного сообщества Бельгии (телепрограмме «Ля Ун» (La Une) - информационной, общественно-политической и художественной, до 1997 года назвавшейся «РТБФ 1» («RTBF 1»), принимается во всех населённых пунктах Франкоязычного сообщества Бельгии на обычную антенну (по системе «ДВБ-Т2» на дециметровых волнах, до 30 ноября 2011 года по системе «ПАЛ» на метровых волнах), спутниковую антенну (по системе «ДВТ-С», ранее - по системе «ПАЛ»), сети кабельного телевидения (по системам «ДВБ-Ц» и «ИПТВ», ранее по системе «ПАЛ»);
- с 1977 года - вещание по 2-й телепрограмме Франкоязычного сообщества Бельгии (телепрограмме «Ля Ду» (La Deux)) - художественной, до 1997 года называвшейся «РТБФ 2» («RTBF 2»), принимается во всех населённых пунктах Франкоязычного сообщества Бельгии на обычную антенну (по системе «ДВБ-Т2» на дециметровых волнах, до 30 ноября 2011 года по системе «ПАЛ» на дециметровых волнах), спутниковую антенну (по системе «ДВТ-С», ранее - по системе «ПАЛ»), сети кабельного телевидения (по системам «ДВБ-Ц» и «ИПТВ», ранее по системе «ПАЛ»);
- с 26 ноября 2001 года до 15 февраля 2010 года телевещание по международной программе «РТБФ Сат» («RTBF Sat»)
- с 30 ноября 2007 года вещание по телепрограмме «Ля Труа» («La Trois»), принимается во всех населённых пунктах Франкоязычного сообщества Бельгии на обычную антенну (по системе «ДВБ-Т2» на дециметровых волнах), спутниковую антенну (по системе «ДВТ-С», ранее - по системе «ПАЛ»), сети кабельного телевидения (по системам «ДВБ-Ц» и «ИПТВ», ранее по системе «ПАЛ»);;

## Радиовещательная деятельность учреждения
Учреждение ведёт:
- с момента основания учреждения вещание по 1-й радиопрограмме (радиопрограмме «Ля Премьер» (La Première), до 1994 года называлась «РТБФ Радио 1» («RTBF Radio 1»)) - информационной, общественно-политической и художественной, принимаемой во всех крупных и средних города франкоязычного сообщества Бельгии на ультракоротких волнах (в том числе по системам «ДАБ», «ДВБ-Т», «ДВБ-Ц», «ДВБ-С» и «ИПТВ»), а также во всём мире через Интернет;
- с момента основания учреждения вещание по 2-й радиопрограмме (радиопрограмме «ВиваСите» (VivaCité), до 2004 года - «Фрекванс Валлони» (Fréquence Wallonie), до 1994 года называлась «РТБФ Радио 2» («RTBF Radio 2»)) - информационно-музыкальной, принимаемой во всех крупных и средних города франкоязычного сообщества Бельгии на ультракоротких волнах (в том числе по системам «ДАБ», «ДВБ-Т», «ДВБ-Ц», «ДВБ-С» и «ИПТВ»), а также во всём мире через Интернет, ранее также на средних волнах[1];
- с 1961 года вещание по 3-й радиопрограмме (радиопрограмме «Мюзик 3» (Musiq'3), до 1994 года называлась «РБТФ Радио 3» («RTBF Radio 3»), ранее - «РТБ Труазем Программ» (RTB Troisième Programme)) - информационно-художественной, принимаемой во всех крупных и средних города франкоязычного сообщества Бельгии на ультракоротких волнах (в том числе по системам «ДАБ», «ДВБ-Т», «ДВБ-Ц», «ДВБ-С» и «ИПТВ»), а также во всём мире через Интернет;
- с 1 апреля 2004 года вещание по программе «Классик 21» («Classic 21») - музыкальной, принимаемой во всех крупных и средних города франкоязычного сообщества Бельгии на ультракоротких волнах (по системам «ДАБ», «ДВБ-Т», «ДВБ-Ц», «ДВБ-С» и «ИПТВ»), а также во всём мире через Интернет;
- с 1 апреля 2004 года вещание по программе «Пюр ФМ» («Pure FM») - молодёжной, принимаемой во всех крупных и средних города франкоязычного сообщества Бельгии на ультракоротких волнах (по системам «ДАБ», «ДВБ-Т», «ДВБ-Ц», «ДВБ-С» и «ИПТВ»), а также во всём мире через Интернет;
- с 28 сентября 1981 года до 1 апреля 2004 года - «Радио 21» («Radio 21»).
- специализированным радиопрограммам через Интернет:
  - la Vie en Rose
  - Classic 21 60's
  - Classic 21 70's
  - Classic 21 80's
  - Classic 21 90's
  - Classic 21 Metal
  - Classic 21 Blues
  - Classic 21 Reggae
  - OUFtivi
  - Pure FM 2
- с 2004 года до 31 декабря 2009 года по международной франко-язычной программе «РТБФ Энтернасьональ» («RTBF International»), звучит на средних волнах, через спутниковое телевидение и интернет, ранее звучала на коротких волнах, в Киншасе на ультракоротких волнах (УКВ CCIR)).

## Деятельность учреждения в Интернете
Учреждение ведёт:
- rtbf.be Архивная копия от 10 сентября 2015 на Wayback Machine, включает в себя разделы Info (новости), Spor (новости спорта), Culture (Новости культуры), TV (веб-тв), Radio (веб-радио), Auvio (video-on-demand)
- Страница RTBF в youtube
- Страница RTBF в facebook, страница RTBF TV в facebook, страницы радиостанций RTBF в facebook, страница RTBF Info, RTBT Culture, RTBF Sport в twitter
- Страница RTBF в twitter,  страница RTBF TV в twitter, страницы радиостанций RTBF в twitter, страница RTBF Info, RTBF Sport в twitter

## Управление и финансирование
Управление
RTBF управляется Советом директоров (Conseil d'Administration), назначается Парламентом Французского сообщества Бельгии, исполнительный орган RTBF - Руководящий комитет (Comité de Direction), высшее должностное лицо RTBF - Генеральный директор (L'Administrateur général), назначаемый Парламентом Французского сообщества Бельгии. Контроль за соблюдением законов о СМИ осуществляет Высший совет аудиовизуала (Conseil supérieur de l'audiovisuel), половина членов которого назначаются парламентом, половина - правительством. 
Финансирование
В большей части финансируется за счёт государства, до 2018 года преимущественно со средств от сбора аудиовизуального налога (Redevance audiovisuelle), собираемого со всех владельцев радиоприёмников и телевизоров, в меньшей части за счёт получения дивидендов от анонимного общества «Режи Медиа Бельж», осуществляющее продажу рекламного времени на теле- и радиоканах RTBF. 
Участие в компаниях
- Анонимное общество «Евроньюс» - вещает одноимённый международный информационный телеканал и международный информационный канал «Африканьюс», прочие участники - ряд государственных вещательных организаций разных стран (ведущие из них анонимные общества «Франс Телевизьон», «Радиотелевизионе Итальяна») и частные вещательные компании;
- Анонимное общество «ТВ5 Монд» - вещает одноимённый международный франкоязычный телеканал, прочие участники - государственные вещательные организации Франции, Швейцарии и Канады.
- Régie Média Belge[3] - рекламное агентство

## Членство
Учреждение является:
- с 1960 года членом Европейского союза радиовещания;
- в 1960-2016 гг. членом ассоциации «Государственное франкоязычное радио»;
- в 1960-2016 гг. членом ассоциации «Сообщество франкоязычного телевидения»;
- с 2016 года членом ассоциации «Государственные франкоязычные медиа»;
- CIRTEF.